# Taylor Russell
Taylor Russell, née le 18 juillet 1994 à Vancouver, est une actrice canadienne.

## Biographie
Elle se fait connaître pour ses rôles dans les séries Strange Empire et Falling Skies.
En 2018, elle incarne le rôle de Judy Robinson dans le remake de la série américaine Perdus dans l'espace, diffusée sur Netflix depuis le 13 avril 2018.
Elle est à l'affiche du nouveau film de Luca Guadagnino Bones and All, un film d'horreur romantique et cannibale avec Timothée Chalamet. Cette performance lui vaut de remporter le Prix Marcello-Mastroianni lors de la Mostra de Venise 2022.

## Filmographie

### Cinéma
- 2013 : Les Yeux de l'amitié (If I Had Wings) de Allan Harmon : Amy Conrad
- 2015 : Suspension de Jeffery Scott Lando : Carrie
- 2016 : Le Dernier Jour de ma vie (Before I Fall) de Ry Russo-Young : Ashley
- 2018 : Blackwood, le pensionnat (Down a Dark Hall) de Rodrigo Cortés : Ashley
- 2019 : Escape Game de Adam Robitel : Zoey Davis
- 2020 : Waves de Trey Edward Shults : Emily
- 2020 : Words on Bathroom Walls de Thor Freudenthal : Maya Arnez
- 2021 : Escape Game 2 : Le monde est un piège de Adam Robitel : Zoey Davis
- 2022 : Bones and All de Luca Guadagnino : Maren Yearly
- 2023 : Mother, Couch de Niclas Larsson : Bella
- prévu en 2026 : Hope (호프) de Na Hong-jin

### Télévision

#### Séries télévisées
- 2015 : Strange Empire : Cassie
- 2015 : Falling Skies : Evelyn
- 2018 - 2021 : Perdus dans l'espace (Lost In Space) : Judy Robinson

#### Téléfilms
- 2013 : Blink : Jessica
- 2014 : The Unauthorized Saved by the Bell Story : Lark Voorhies
- 2014 : Jack Parker, le roi des menteurs (Pants on Fire) : Jennifer
- 2016 : Dead of Summer: Un été maudit : Laura
- 2017 : Sea Change : CeCe

### Théâtre
- 2023 : The Effect : Connie (Lyttleton théâtre)

## Distinctions

### Récompenses
- 2019 : African-American Film Critics Association Awards du meilleur espoir dans un drame sportif pour Waves
- 2020 : African-American Film Critics Association Awards de la meilleure actrice dans un drame sportif pour Waves
- 2020 : Blackstar Film Festival du meilleur documentaire partagée avec Savanah Leaf pour The Heart Still Hums
- 2020 : Hollywood Critics Association Awards de la meilleure star montante dans un drame sportif pour Waves
- 2020 : Festival du film de Nashville du meilleur documentaire partagée avec Savanah Leaf pour The Heart Still Hums
- 2020 : Palm Springs International ShortFest du meilleur documentaire partagée avec Savanah Leaf pour The Heart Still Hums
- Festival international du film de Santa Barbara 2020 : Lauréate du Prix Virtuoso dans un drame sportif pour Waves
- Mostra de Venise 2022 : Prix Marcello Mastroianni du meilleur espoir dans un drame d'horreur pour Bones and All

### Nominations
- 2019 : Seattle Film Critics Society Awards du la meilleure actrice dans un second rôle dans un drame sportif pour Waves
- 2019 : Indiana Film Journalists Association Awards du meilleur espoir dans un drame sportif pour Waves
- 2019 : Indiana Film Journalists Association Awards du la meilleure actrice dans un second rôle dans un drame sportif pour Waves
- 2019 : Chicago Film Critics Association Awards de l'actrice la plus prometteuse dans un drame sportif pour Waves
- Saturn Awards 2019 : Meilleure actrice dans un second rôle d'un programme en streaming pour Perdus dans l'espace
- 2020 : Film Independent Spirit Awards du la meilleure actrice dans un second rôle dans un drame sportif pour Waves
- 2020 : Latino Entertainment Journalists Association Film Awards de la meilleure performance pour une actrice dans un second rôle dans un drame sportif pour Waves
- 2020 : Hollywood Critics Association Awards du meilleur espoir dans un drame sportif pour Waves
- 2020 : Hollywood Critics Association Awards du la meilleure actrice dans un second rôle dans un drame sportif pour Waves
- 2020 : Georgia Film Critics Association Awards du meilleur espoir dans un drame sportif pour Waves (2020) et dans un film d'aventure pour Escape Game
- 2020 : Black Reel Awards du meilleur espoir dans un drame sportif pour Waves
- 2020 : Black Reel Awards du la meilleure actrice dans un second rôle dans un drame sportif pour Waves
- 2022 : San Diego Film Critics Society Awards du meilleur espoir dans un drame d'horreur pour Bones and All
- 2022 : Gotham Independent Film Awards de la meilleure actrice principale dans un drame d'horreur pour Bones and All
- 2023 : North Dakota Film Society Awards de la meilleure actrice dans un drame d'horreur pour Bones and All
- 2023 : Film Independent Spirit Awards de la meilleure actrice principale dans un drame d'horreur pour Bones and All
- 2023 : Fangoria Chainsaw Awards de la meilleure actrice principale dans un drame d'horreur pour Bones and All
- 2023 : DiscussingFilm Critics Awards de la meilleure actrice dans un drame d'horreur pour Bones and All
- 2023 : CinEuphoria Awards (es) du meilleur duo partagée avec Timothée Chalamet dans un drame d'horreur pour Bones and All